# ماك وايزمان
ماك وايزمان (بالإنجليزية: Mac Wiseman)‏ هو كاتب أغاني وعازف قيثارة ومغني وموسيقي أمريكي، ولد في 23 مايو 1925 في كريمورا في الولايات المتحدة، وتوفي في 24 فبراير 2019 في تينيسي في الولايات المتحدة.

## وصلات خارجية
- ماك وايزمان على موقع IMDb (الإنجليزية)
- ماك وايزمان على موقع ميوزك برينز (الإنجليزية)
- ماك وايزمان على موقع أول ميوزيك (الإنجليزية)
- ماك وايزمان على موقع ديسكوغز (الإنجليزية)
- ماك وايزمان على موقع قاعدة بيانات الفيلم (الإنجليزية)